# Azzo VII. d’Este

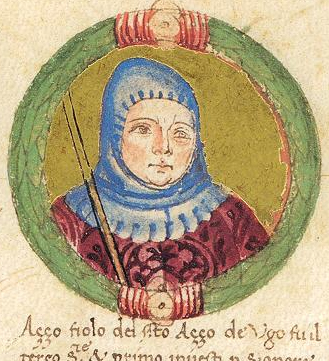
Azzo VII. d’Este, Genealogia dei principi d'Este, Biblioteca estense universitaria, Modena

Azzo VII. d’Este (* um 1205; † 16. oder 17. Februar 1264), auch Azzo Novello genannt, war von 1215 bis 1222 und von 1240 bis 1264 Markgraf von Ferrara. Er war Sohn Azzos VI. aus der Familie d’Este, der 1212 gegen Ezzelino II. da Romano ums Leben kam, und einer Angehörigen der Aldobrandeschi.
1222 musste Azzo VII. in Ferrara Salinguerra II. Torelli weichen. Vom Kaiser Friedrich II. erhielt er die Gebiete von Adria und Rovigo. Er wurde bald in den Marken Führer der Guelfen, die sich gegen die Politik des Kaisers wandten.
Um 1221 heiratete Azzo eine Giovanna, die vier Kinder zur Welt brachte. Nach ihrem Tod heiratete er am 19. November 1233 in zweiter Ehe 1238 Amabilia Pallavicini, die eine Tochter von Guido Pallavicini war und selbst keine Kinder bekommen konnte, sich jedoch um Giovannas Kinder kümmerte. Giovannas Sohn Rinaldo I. d’Este, den sie 1230 geboren hatte, starb 1251 in einem Gefängnis in Apulien, nachdem der Kaiser ihn 1239 gefangen gesetzt hatte. Ihr zweites Kind mit Azzo war Beatrice II. d’Este, die als Äbtissin das Kloster San Antonio in Polesine leitete. Sie legte gegen den Widerstand des Vaters am 26. Juni 1254 ihre Profess in Santo Stefano della rotta di Focomorto unweit von Ferrara ab. Ihre jüngeren Schwestern hießen Cubitosa und Constanza.
1240 wurde Azzo zum Signore von Ferrara gewählt, Venedig belagerte die Stadt. 1242 wurde er zum Podestà auf Lebenszeit gewählt.
1249 kam es zur Schlacht bei Fossalta, bei der Enzio, Sohn des Kaisers, gefangen genommen wurde. 1253 wurde Azzo Podestà von Mantua. Im September 1259 trug er zur Niederlage des kaiserlichen Gefolgsmanns Ezzelino III. da Romano bei Cassano d’Adda bei. Papst Alexander IV. hatte zu einem Kreuzzug gegen Ezzelino aufgerufen, an dem neben Ferrara auch Bologna und Mailand teilnahmen.
Zu seinem Nachfolger wurde Obizzo II.